# Aspergillus niger
Aspergillus niger es un hongo que produce un moho negro en vegetales  -muy común en la lechuga, el tomate o la acelga y limón-. Es una de las especies más corrientes del género  Aspergillus. Su hábitat natural es el heno y el compostaje.
Aspergillus es un género de alrededor de 200 especies. Puede existir en dos formas básicas: levaduras e hifas. Aspergillus es filamentoso (compuesto de cadenas de células, llamadas hifas, el tipo de hongos opuesto a las levaduras, que se componen de una sola célula redonda).
En 1729 los catalogó por primera vez el biólogo italiano Marc Micheli.

## Patologías
Aspergillus niger  no causa tantas enfermedades como otras especies de Aspergillus, pero en altas concentraciones puede producir aspergilosis, que provoca alteraciones pulmonares. Esta enfermedad aparece con más frecuencia en horticultores, ya que inhalan el polvo del hongo con más facilidad.

## Usos
Aspergillus niger se cultiva para varios productos químicos: ácido cítrico (E330), ácido glucónico (E574) enzimas: glucoamilasa,  galactosidasa, fitasa (A. niger var. ficuum), etc.
Para el caso específico del ácido cítrico, éste es obtenido del hongo mediante diferentes técnicas de laboratorio dentro de las que se pueden mencionar entre otras la siembra en sustrato agar agar para la identificación, purificación y réplica del microorganismo, una vez obtenido de forma pura se procede a intervenirlo mediante procesos físicos y químicos a pequeña o gran escala según el objetivo. Luego de estos diferentes procesos en los cuales el microorganismo es añadido a un sustrato se identifica por medio de una separación de componentes por centrifugación y la adición de reactivos que señalen la presencia de ácido cítrico.

### Nuevo enfoque
Investigadores de la Universidad tecnológica del centro de Veracruz determinaron que el Aspergillus niger encontrado en los suelos puede emplearse para favorecer el desarrollo de distintos cultivos, esto debido a una pequeña porción del fósforo que contiene.
Aspergillus niger es una especie de hongo inocua para los seres humanos y también para la mayoría de los cultivos. Los compuestos químicos naturales del fósforo son poco saludables. Sin embargo, en el caso de los vegetales, son un nutriente esencial.
Para comprobar si los vegetales pueden absorber el fósforo que libera, se hicieron ensayos con plantas de tomate. Y los resultados fueron concluyentes: las plantas cultivadas en macetas en las que se añadió hidroxiapatita y esporas del hongo crecieron tanto como las testigo que habían recibido fósforo con el riego. Por el contrario, en los lotes restantes (a uno de los cuales se había agregado solamente el fosfato y al otro únicamente el hongo), las plantas tuvieron un desarrollo apreciablemente menor. Estas pruebas de laboratorio demostraron que podría emplearse el Aspergillus niger como abono orgánico en huertas y plantaciones de tamaño relativamente reducido. Además, actualmente se investiga si el hongo puede solubilizar también compuestos de hierro, otro importante micronutriente vegetal. 
Hasta antes del hallazgo de los investigadores de la UNLP, a los Aspergillus se los consideraba peligrosos. Esto se debe a que se trata de un hongo ampliamente difundido en la naturaleza, que se desarrolla en vegetales en descomposición, granos de cereal, heno, tejidos de algodón y lana y en plumas, siendo su medio ideal los ambientes oscuros, húmedos y cerrados.
Las esporas pueden sobrevivir, en las condiciones adecuadas, durante miles de años. Estudios recientes demostraron que las esporas de Aspergillus mantienen intacta su capacidad invasiva, e incluso parece aumentar su potencial alergénico después de miles de años.
Se encontraron esporas en la comida, en la ropa, en las flores y en viejas tumbas: en los restos del rey Casimiro de Polonia y en la momia y el sarcófago de Ramsés II.
La propagación rápida del Aspergillus en ambientes llenos de polvo y a través de los sistemas de aire acondicionado puede ser el origen de los brotes de alergia.